# دانيال توريس غارسيا
دانيال توريس غارسيا (بالإسبانية: Daniel Torres García)‏ هو سياسي مكسيكي، ولد في 3 يناير 1968 في تشياباس في المكسيك. حزبياً، نشط في حزب الثورة الديمقراطية. وقد انتخب عضو مجلس النواب المكسيك.